# 심판 (2017년 영화)
《심판》(독일어: Aus dem Nichts, 영어: In the Fade)은 2017년 개봉한 독일의 드라마 영화이다. 파티흐 아킨이 감독과 각본을 맡았다. 2017 칸 영화제 경쟁 부문 진출작이며, 주인공을 맡은 다이앤 크루거는 칸 영화제 여자배우상을 수상했다. 제75회 골든 글로브상 외국어영화상, 제23회 크리틱스 초이스 영화상 외국어영화상을 수상했다.

## 출연

### 주연
- 다이앤 크루거
- 실 일로그루

### 조연
- 누만 아자르
- 울리히 터커
- 울리히 브란드호프
- 데니스 모스치토
- 조한스 크리쉬
- 카린 뉴하우저

## 기타
- 미술: 타모 쿤즈
- 의상: 캐트린 애쉔도프